# 崔湖
崔湖（：／；1536年—1597年8月28日（朝鮮宣祖三十年七月十六）），朝鮮王朝宣祖時代武官。

## 略歴
1576年（宣祖九年），武科首席合格。
1594年任咸鏡道兵馬節度使期間未能阻止野人女真入侵甘坡堡受譴責。
1596年（宣祖二十九年），在任忠清道水軍節度使期中發生李夢鶴之亂，與主將洪可臣共同平定叛亂立功。
1597年（宣祖三十年）在慶長之役的漆川梁海戰敗於日本水軍，戰死。
1604年（宣祖三十七年），因平定李夢鶴之亂的功績被追封二等清難功臣。